# Фабри, Шарль
Шарль Фабри́ (фр. Marie Paul Auguste Charles Fabry; 11 июня 1867, Марсель — 11 декабря 1945, Париж) — французский физик, открывший вместе с Анри Буиссоном озоновый слой атмосферы и один из изобретателей интерферометра Фабри — Перо.
Член Французской академии наук (1927), иностранный член Лондонского королевского общества (1931).

## Биография
Шарль Фабри родился 11 июня 1867 года в Марселе (Франция). В 1885 году он поступил в Политехническую школу, окончив её в 1889 году. Докторскую ступень получил в Университете Парижа в 1892 году. Фабри занимался преподаванием физики в лицеях, пока не стал сотрудником Университета Марселя в 1894 году. В 1921 году он стал профессором Университета Парижа. Позднее Фабри получил должность профессора физики в Политехнической школе и директора Института оптики. Учёный умер в Париже, 11 декабря 1945 года.

## Память
В 1970 году Международный астрономический союз присвоил имя Шарля Фабри кратеру на обратной стороне Луны.